# Eide (Bø)
Eide est une localité du comté de Nordland, en Norvège.

## Description

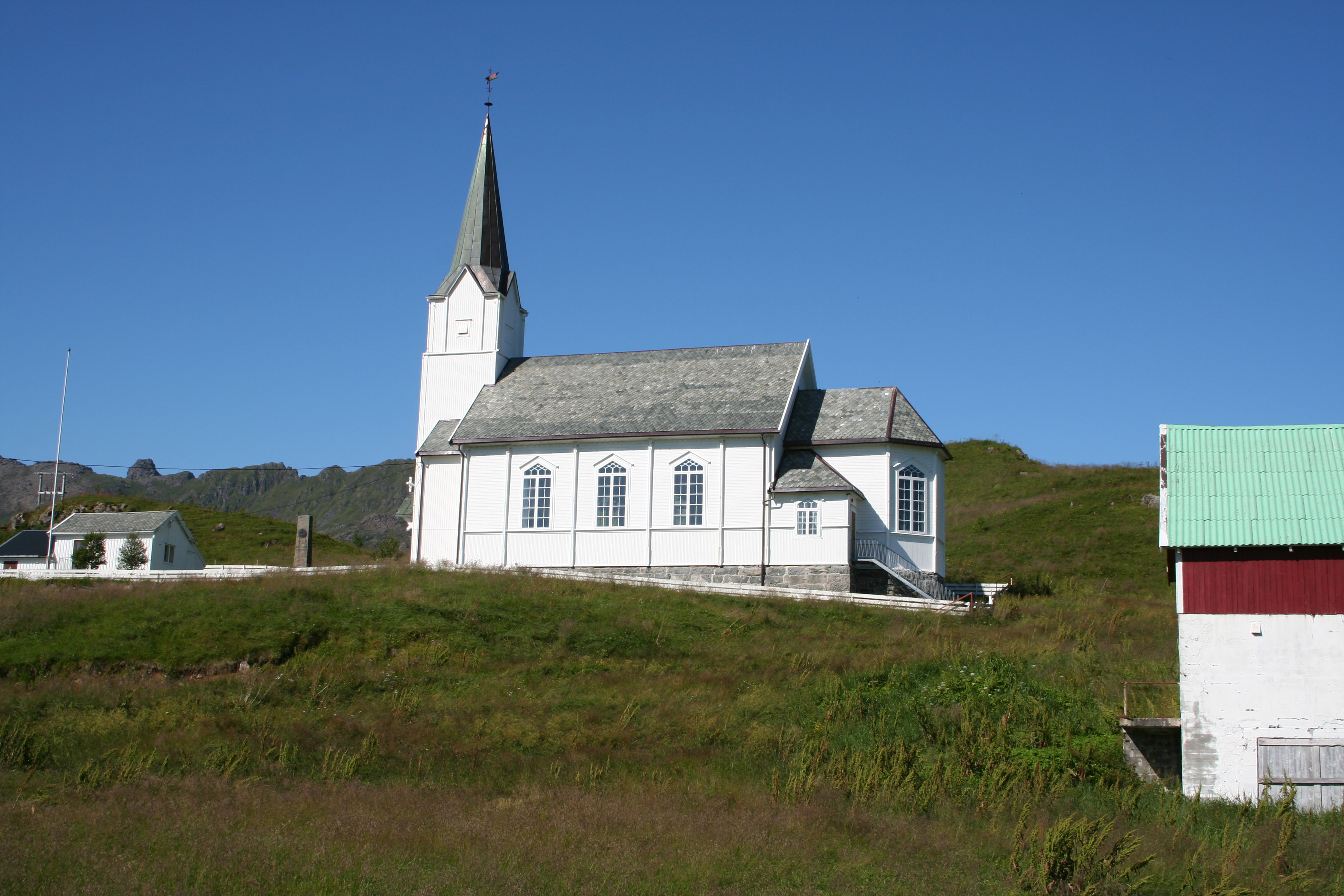
Église de Malnes

Administrativement, Eide fait partie de la kommune de Bø. Le village est situé sur la grande île de Langøya dans l'archipel des Vesterålen. Il est à environ neuf kilomètres au nord-est du centre municipal de Straume. L'église de Malnes a été déplacée ici depuis le petit village de Malnes, juste au sud du village de Hovden en 1829.
Eide est reliée au village de Nykvåg au nord et au village de Rise au sud par la route de comté norvégienne 915.